# ランサム・E・オールズ
ランサム・E・オールズ（Ransom E. Olds、1864年6月3日 - 1950年8月26日）は、アメリカ合衆国の実業家であり技術者である。オールズモビルを創業し、後にレオ自動車を設立・経営したことで知られる。彼は「アメリカの自動車の天才」と称され、アメリカ人から尊敬を集めた。

## 生涯

### オールズモビル社の設立と発展

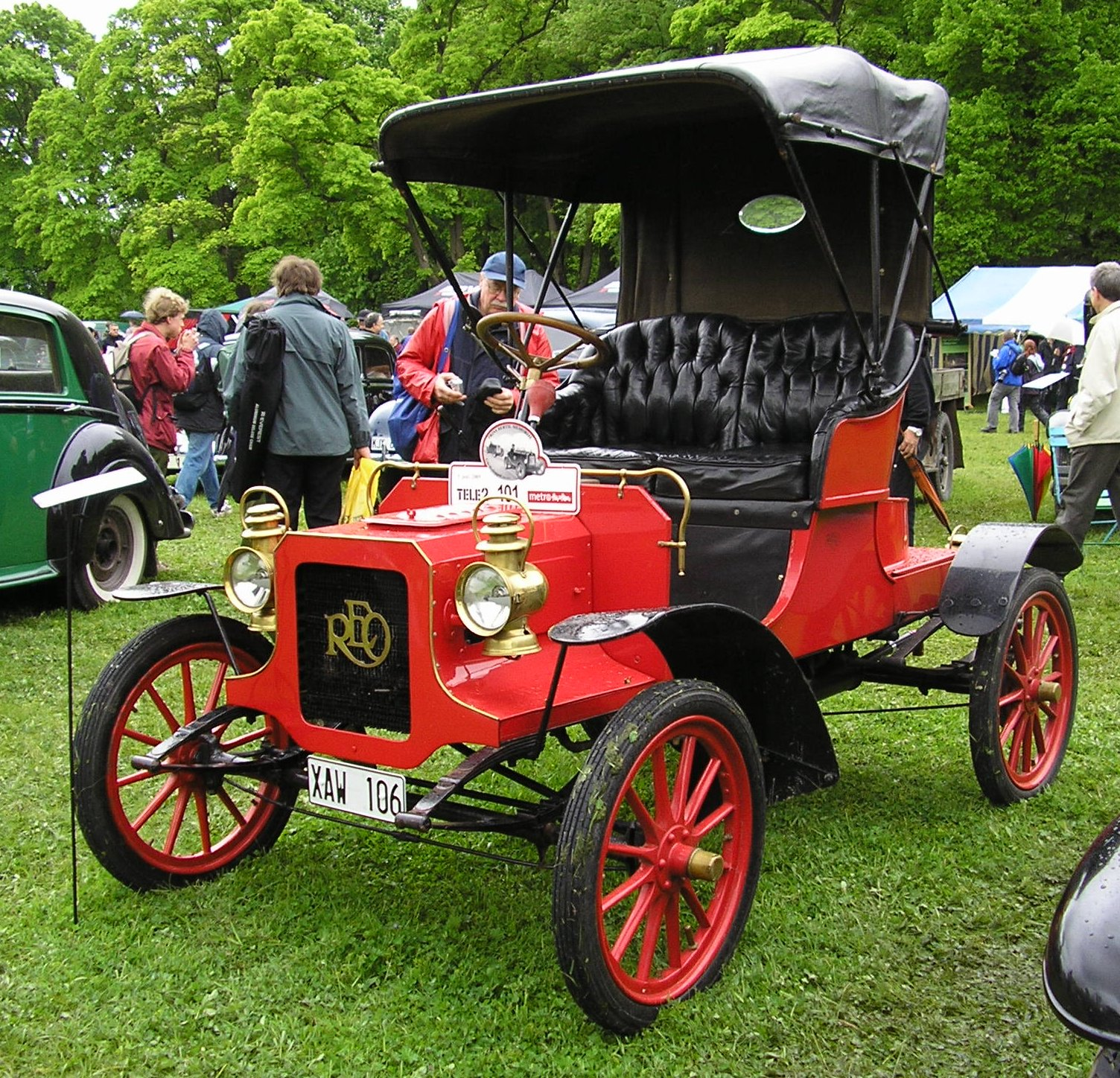
1906年REOラナバウト

オールズは1897年、ミシガン州ランシングにオールズ・モーター・ビークル・カンパニー（Olds Motor Vehicle Company, Inc.）を設立し、四輪自動車の生産を開始した。これによりオールズモビルが誕生し、この年にはすでに4人乗りの自動車を製造していた。
1899年、オールズ・モーター・ビークル・カンパニーはサミュエル・スミスによって買収され、オールズ・ガソリン・エンジン・ワークス（Olds Gasoline Engine Works）と合併し、オールズ・モーター・ワークス（Olds Motor Works）となった。会社はデトロイトに移転し、スミスが社長、オールズが副社長兼事業部長に就任した。この時期に、アメリカ初の自動車専用工場がデトロイトに建設された。
1901年、オールズは曲線が美しいダッシュボードを持つ「カーブドダッシュ」オールズモビルの生産を開始した。同年、自動車業界で初めてアセンブリーライン（組み立てライン）を利用した大量生産を開始した。この大量生産方式は、ランブラーが2番目、フォードが初期のA型で3番目に導入した。フォードは後にベルトコンベアを用いてこの工程の効率を向上させ、T型フォードの生産へと繋げていく。

### REOモーター・カンパニーの設立とその後

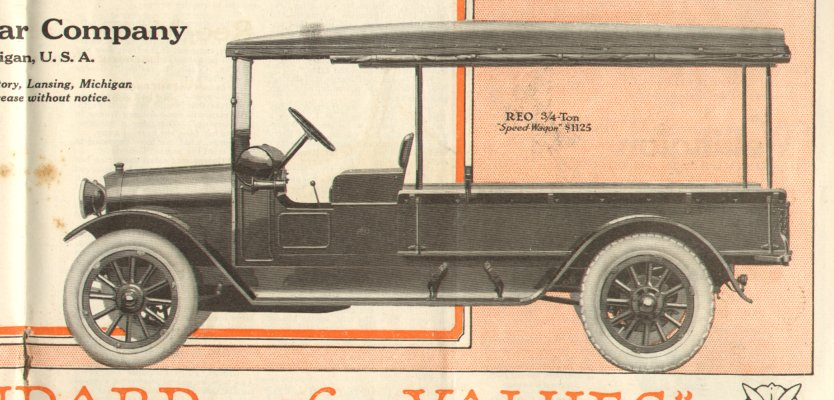
1917年REOスピードワゴン

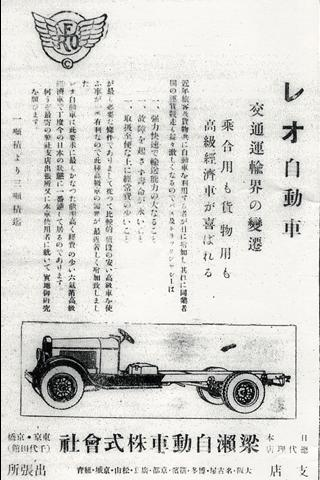
梁瀬自動車株式会社によるレオ自動車の広告：1929年（昭和4年）

スミスとの意見の相違から、オールズは1904年にオールズ・モーター・ワークスを離れた。彼はミシガン州ランシングにR.E.オールズ・モーター・カー・カンパニー（R.E. Olds Motor Car Company）を設立するが、オールズ・モーター・ワークスからの訴訟を恐れ、社名をすぐにREOモーター・カンパニーに変更した。オールズはここで社長として自動車の開発と生産を続けた。
1925年、オールズはREOモーター・カンパニーの会長に就任した。REO社は1936年まで自動車の生産を続けたが、その後はトラックと一部のバス生産に切り替え、1975年まで操業を続けた。REO社は当初、正式な会社名を「REO」とすべて大文字で表記し「アールイーオー」と読んでいたが、後に「Reo」と綴り「レオ」と読むようになった。日本では「レオ自動車」として紹介された。